# Monument aux morts des 132e - 332e RI et 46eTerritorial à Reims
Le  Monument  aux morts des 132e - 332e RI et 46eTerritorial à Reims  est situé à Reims dans le département de la Marne et la région Champagne-Ardenne. Il a été conçu par l'architecte Émile Fanjat avec la collaboration du sculpteur rémois Paul Lefebvre.

## Histoire
Ce monument a été érigé grâce à une souscription publique lancée dès 1921, à l'initiative d'anciens du 132e Régiment d'infanterie, régiment installé avant-guerre à Reims dans la caserne Neufchâtel, pour honorer la mémoire des soldats tombés aux Éparges entre le 23 octobre 1914 et le 12 avril 1915.
Le 11 novembre 1925, le monument a été inauguré cours Langlet.
Le 27 octobre 1933, il est transféré  place Léon Bourgeois, où il se dresse encore aujourd'hui pour laisser la place à la fontaine de Boucherie, voisine de quelques mètres.

## Descriptif
Le monument, initialement installé, cours Langlet, à proximité de la Fontaine des Bouchers, a été déplacé place Léon Bourgeois.
La statue centrale représente un soldat de la Première Guerre mondiale debout en uniforme complet.
Le monument comporte une plaque avec l’inscription suivante : « Aux morts des 132e et 332e Régiments d'infanterie et du 46e Régiment territorial d'infanterie 132e RIF 1939-1945 » et une fougère.

### Paul Lefebvre
Paul Lefebvre, né à Reims en 1887 et décédé en 1958, est un sculpteur français, ancien élève de l’école des Beaux-Arts .
Il a également collaboré à la réalisation du Monument aux morts de Reims conçu par l'architecte Henri Royer.

### Émile Fanjat
Émile Fanjat, né à Paris le 30 avril 1887 et décédé à Paris le 30 novembre 1954, est un architecte français.
Il est l‘auteur de plusieurs bâtiments à Reims dont l’immeuble dit Fromont au 16 Place M.T.Herrick, (1923).